# Разрядный приказ
Разря́дный прика́з или Разряд — государственное учреждение (орган военного управления, приказ) в Русском царстве XVI—XVII веков, ведавшее служилыми людьми, военным управлением, а также южными и восточными «окраинными» (пограничными) городами Русского царства.
Разрядный приказ составлял как бы особое установление при царской думе, позже с разрядным устройством Русского государства стал именоваться — Московским Большим Разрядом. В 1677 году было повелено, чтобы во все без исключения приказы Разрядный приказ писал только указами.

## История
С началом объединения русских земель вокруг Московского княжества, удельные князья были вынуждены переходить на службу (не всегда добровольно) к Великому князю. Вместе с ними переходили в Москву и дворы с дружинами, которые сливались с московским дворянством, для руководства ими и их учёта и был создан Разряд, ведавший комплектованием русской рати и административного аппарата государства Российского, людьми, служащими по сословной наследственной повинности.
Разрядные дьяки упоминаются в документах ещё до 1535 года, в другом источнике указан 1478 год, где разрядный дьяк упоминается в росписи походных воевод рати Москвы на Новгород. Поэтому историк К. А. Неволин относил возникновение Разряда ко времени Иоанна III. В одной из книг Разряда сохранилась запись о том, что «в лето 7039 (1531 года) князь великий положил опалу свою на князя Ивана Воротынскова и велел их с Тулы дьяку Афанасию Курицину привести к Москве в Разряд».
Историки С. М. Соловьёв и М. Ф. Владимирский-Буданов полагали, что приказ возник позже появления разрядных дьяков. Во всяком случае, разрядный приказ известен в памятниках с 1535 года.
Согласно Г. К. Котошихину, в нём сидели окольничий, думный дьяк и два простые дьяка, с течением времени их количество в Разряде увеличилось.
Ведались в нём всякие воинские дела, строение и починка крепостей, вооружение их и снабжение гарнизонами; ведались также по отношению к службе бояре, окольничьи, думные и ближние люди, стольники, стряпчие и дворяне московские, дьяки, жильцы и дворяне городовые, дети боярские, казаки, солдаты и другие. Служба для них, с 1556 года, законодательно была закреплена «Уложением о службе» и стала пожизненной и наследственной.
В случае посылки, награды или увольнения от службы кого-нибудь из поименованных чинов об этом давался указ в Разряд. Здесь же вёлся именной список всех служилых людей со сведениями об их службе гарнизонной и полевой (украинной).
В связи с укрупнением государства образовывались новые (специализированные) органы управления, приказы Стрелецкий, Пушкарский, Иноземный, Сибирский, Казанского дворца и другие (некоторые были временными), круг дел разрядного приказа был ограничен в территориальном и функциональном отношениях. Во время войн функции приказа значительно расширялись, через разрядный приказ правительство осуществляло руководство военными действиями.
Когда в 1682 года было уничтожено местничество (см. Поместная система), на Разряд было возложено составление и непрерывное продолжение дворянской родословной книги. По указу 1689 года подьячие Разрядного приказа судились только в нём одном.
С 1682 по 1690-е годы в Приказе функционировала также Палата родословных дел — временная комиссия по сбору родословных росписей и документов от служилых людей для составления родословной книги.
От разрядного приказа зависели разряды московский, новгородский, белгородский, рязанский и так далее, заведовавшие служилыми людьми соответствующих городов. В отличие от них разрядный приказ назывался Московским Большим Разрядом.
Разрядный приказ составлял как бы особое установление при царской думе, а потому и деятельность его прекращается с упразднением последней.
С учреждением в 1711 году сената при нём был образован особый разрядный стол, к которому перешли некоторые предметы ведомства бывшего разрядного приказа, а Разрядный приказ прекратил своё существование, документы переданы в Разрядный архив.

## Задачи
Разряд, в XVI—XVIII веках, как орган центрального военного управления (государственное учреждение) решал следующие задачи:
- ведал всеми служилыми (ратными) людьми России, их службой береговой (пограничной, охранной, сторожевой, гарнизонной и так далее);
- назначал начальных людей (воинских и гражданских начальников) различных категорий, в соответствии с их заслугами или промахами, то есть повышал или понижал их в чине, как то: воевод, наместников уездов и волостей, послов, судей приказов;
- судил нерадивых служивых (чиновников), не оправдавших доверия народа, разбирал местнические дела;
- вёл учёт, то есть Разрядные книги о ежегодных назначениях на «государеву службу», с указанием их поместного и денежного жалованья;
- увеличивал или уменьшал жалованье служивых, поместное и денежное;
- осуществлял комплектование рати (войска, вооружённых сил), учёт формирований, следил за денежными и поместными окладами;
- проводил смотры детей боярских и дворян для определения их способностей к воинской службе (городовой и полевой).
- ведал содержанием рати, гарнизонов, сторож, постов и так далее;
- руководил постройкой крепостей и пограничных городов;
- ведал украинными населением и землями;
- и другое.

## Структура Разрядного приказа
Делился на столы:
- Денежный;
- Московский[4] (ведавший не только московскими, но и общегосударственными делами);
- Приказный;
- Территориальные (разрядные[5]): Белгородский, Владимирский, Новгородский, Севский и Киевский (повытье).

Позже в подчинение вошли, в разное время, следующие разряды (полки):
- Московский;
- Севский;
- Владимирский;
- Новгородский;
- Казанский, позже передан в Приказ Казанского дворца;
- Смоленский;
- Рязанский;
- Белгородский;
- Тамбовский;
- Тульский (ранее, Украинный).

В соответствии с документом того периода «Роспись перечневая ратным людем, которые во 189 году (то есть в 1681 году) росписаны в полки по разрядам», в девяти разрядах (полках) состояли на службе 164 600 служилых людей (соотношение пеших и конных людей — 49 и 51 процент).

## Хронологическая таблица разрядных дьяков[6]
| Года      | Фамилия,Имя, Отчество          | Примечания                                                     |
| --------- | ------------------------------ | -------------------------------------------------------------- |
| 1535—1537 | Цыплетев Елизар Иванович       | Думный разрядный дьяк                                          |
| 1535—1537 | Курицын Афанасий Фёдорович     |                                                                |
| 1535—1537 | Загряжский Григорий Дмитриевич |                                                                |
| 1535—1537 | Подьячие:                      |                                                                |
| 1535—1537 | Вырубов Леонтий                |                                                                |
| 1535—1537 | Вырубов Иван                   |                                                                |
| 1549—1550 | Цыплетев Иван Елизарович       | Ближний думный дьяк, возглавлял также Посольский приказ        |
| 1549—1550 | Васильев Андрей                |                                                                |
| 1549—1550 | Львов Угрим                    |                                                                |
| 1553—1555 | Юрьев Иван                     |                                                                |
| 1555—1556 | Цыплетев Иван Елизарович       |                                                                |
| 1555—1556 | Выродков Иван Григорьевич      |                                                                |
| 1555—1556 | Васильев Андрей                |                                                                |
|           | Вылузга Данила                 | Конец 50-х годов                                               |
| 1566      | Клобуков Иван Тимофеевич       | С товарищами                                                   |
| 1570      | Щелкалов Андрей Яковлевич      |                                                                |
| 1571—1572 | Клобуков Андрей Фёдорович      | С товарищами                                                   |
| 1575      | Шерефединов Андрей Васильевич  | Дьяк разряда дворового                                         |
| 1576      | Щелкалов Андрей Яковлевич      | Думный дьяк                                                    |
| 1576      | Шерефединов Андрей Васильевич  | 1-й дьяк                                                       |
| 1576      | Качалов Данила                 | 2-й дьяк Разрядной избы                                        |
| 1577      | Щелкалов Василий Яковлевич     | Думный разрядный дьяк                                          |
| 1577      | Владимиров Дружины             |                                                                |
| 1577      | Арцыбашев Андрей               | Разрядный дьяк                                                 |
| 1577      | Клобуков Андрей                |                                                                |
| 1579      | Щелкалов Василий Яковлевич     | Думный разрядный дьяк                                          |
| 1579      | Клобуков Андрей                | 1-й разрядный дьяк                                             |
| 1579      | Стрешнев Иван                  | 2-й разрядный дьяк                                             |
| 1579—1580 | Щелкалов Василий Яковлевич     | Думный разрядный дьяк                                          |
| 1579—1580 | Шерефединов Андрей Васильевич  | 1-й разрядный дьяк                                             |
| 1579—1580 | Стрешнев Иван                  | 2-й разрядный дьяк                                             |
| 1580—1581 | Щелкалов Василий Яковлевич     | Думный разрядный дьяк                                          |
| 1580—1581 | Грамотин Курбат Григорьевич    |                                                                |
| 1581—1583 | Щелкалов Василий Яковлевич     | Думный разрядный дьяк                                          |
| 1581—1583 | Демьянов Афанасий              | 1-й разрядный дьяк                                             |
| 1581—1583 | Петелин Дружины                | 2-й разрядный дьяк, его сменяет Абрамов Сапун (1584)           |
| 1584—1587 | Щелкалов Василий Яковлевич     | Думный разрядный дьяк                                          |
| 1584—1587 | Демьянов Афанасий              | 1-й разрядный дьяк                                             |
| 1584—1587 | Абрамов Сапун                  | 2-й разрядный дьяк                                             |
| 1587—1588 | Щелкалов Василий Яковлевич     | Думный разрядный дьяк                                          |
| 1587—1588 | Демьянов Афанасий              | 1-й разрядный дьяк                                             |
| 1587—1588 | Абрамов Сапун                  | 2-й разрядный дьяк                                             |
| 1587—1588 | Карташев Истома                | Большой разрядный подьячий                                     |
| 1588—1589 | Щелкалов Василий Яковлевич     | Думный разрядный дьяк                                          |
| 1588—1589 | Абрамов Сапун                  | 1-й разрядный дьяк                                             |
| 1588—1589 | Карташев Истома                | Большой разрядный подьячий                                     |
| 1589—1591 | Щелкалов Василий Яковлевич     | Думный разрядный дьяк                                          |
| 1589—1591 | Абрамов Сапун                  | 1-й разрядный дьяк                                             |
| 1589—1591 | Карташев Истома                | Большой разрядный подьячий                                     |
| 1589—1591 | Яковлев Иван Чермной           | Подьячий                                                       |
| 1591—1592 | Щелкалов Василий Яковлевич     | Думный разрядный дьяк                                          |
| 1591—1592 | Абрамов Сапун                  | 1-й разрядный дьяк                                             |
| 1591—1592 | Карташев Истома                | Большой разрядный подьячий                                     |
| 1591—1592 | Яковлев Иван Чермной           | Подьячий                                                       |
| 1591—1592 | Фёдоров Богдан                 | Подьячий                                                       |
| 1592—1593 | Щелкалов Василий Яковлевич     | Думный разрядный дьяк                                          |
| 1592—1593 | Абрамов Сапун                  | 1-й разрядный дьяк                                             |
| 1592—1593 | Ховралёв Неудача               | 2-й разрядный дьяк, его сменяет Суков Василий Нелюбов (с 1592) |
| 1592—1593 | Карташев Истома                | Большой разрядный подьячий                                     |
| 1592—1593 | Яковлев Иван Чермной           | Подьячий                                                       |
| 1593—1594 | Щелкалов Василий Яковлевич     | Думный дьяк, до его перехода в Посольский приказ               |
| 1593—1594 | Абрамов Сапун                  | Думный дьяк                                                    |
| 1593—1594 | Свиязев Захарий                | 1-й разрядный дьяк                                             |
| 1593—1594 | Суков Василий Нелюбов          | 2-й разрядный дьяк                                             |
| 1593—1594 | Карташев Истома                | Большой разрядный подьячий                                     |
| 1593—1594 | Яковлев Иван Чермной           | Подьячий                                                       |
| 1594—1596 | Абрамов Сапун                  | Думный разрядный дьяк                                          |
| 1594—1596 | Свиязев Захарий                | 1-й разрядный дьяк                                             |
| 1594—1596 | Суков Василий Нелюбов          | 2-й разрядный дьяк                                             |
| 1594—1596 | Карташев Истома                | Большой разрядный подьячий                                     |
| 1594—1596 | Яковлев Иван Чермной           | Подьячий                                                       |
| 1596—1597 | Абрамов Сапун                  | Думный разрядный дьяк                                          |
| 1596—1597 | Суков Василий Нелюбов          | 1-й разрядный дьяк                                             |
| 1596—1597 | Карташев Истома                | 2-й разрядный дьяк (?)                                         |
| 1596—1597 | Яковлев Иван Чермной           | Подьячий                                                       |
| 1597—1599 | Абрамов Сапун                  | Думный разрядный дьяк                                          |
| 1597—1599 | Суков Василий Нелюбов          | 1-й разрядный дьяк, переходит в приказ Большого прихода (1598) |
| 1597—1599 | Карташев Истома                | 2-й разрядный дьяк                                             |
| 1599—1600 | Абрамов Сапун                  | Думный разрядный дьяк                                          |
| 1599—1600 | Карташев Истома                | 1-й разрядный дьяк                                             |
| 1599—1600 | Иванов Богдан                  | Подьячий                                                       |
| 1600—1602 | Абрамов Сапун                  | Думный разрядный дьяк                                          |
| 1600—1602 | Витовтов Тимофей (?)           | 1-й разрядный дьяк                                             |
| 1600—1602 | Карташев Истома                | 2-й разрядный дьяк                                             |
| 1600—1602 | Фёдоров Богдан                 | Подьячий                                                       |
| 1602—1603 | Абрамов Сапун                  | Думный разрядный дьяк                                          |
| 1602—1603 | Витовтов Тимофей (?)           | 1-й разрядный дьяк                                             |
| 1602—1603 | Лодыженский Леонтий (?)        | 2-й разрядный дьяк                                             |
| 1602—1603 | Новокщенов Николай Никитин     | Подьячий                                                       |
| 1602—1603 | Аврамов Иван                   | Подьячий                                                       |
| 1603—1604 | Абрамов Сапун                  | Думный разрядный дьяк                                          |
| 1603—1604 | Витовтов Тимофей               | 1-й разрядный дьяк                                             |
| 1603—1604 | Карташев Истома                | 2-й разрядный дьяк                                             |
| 1603—1604 | Клобуков Григорий              | Дьяк Новгородского разряда                                     |
| 1605—1606 | При Борисе Годунове            | При Борисе Годунове                                            |
| 1605—1606 | Абрамов Сапун                  | Думный разрядный дьяк                                          |
| 1605—1606 | Витовтов Тимофей               | 1-й разрядный дьяк                                             |
| 1605—1606 | Карташев Истома                | 2-й разрядный дьяк                                             |
| 1605—1606 | При Лжедмитрии I               |                                                                |
| 1605—1606 | Стрешнев Иван Филиппович       | Думный разрядный дьяк                                          |
| 1605—1606 | Третьяков Пётр Лошаков         | 1-й разрядный дьяк                                             |
| 1606—1607 | При Василии Шуйском            | При Василии Шуйском                                            |
| 1606—1607 | Янов Василий Осипович          | Думный разрядный дьяк                                          |
| 1606—1607 | Витовтов Тимофей               | 1-й разрядный дьяк                                             |
| 1606—1607 | Карташев Истома                | 2-й разрядный дьяк                                             |
| 1607—1609 | Янов Василий Осипович          | Думный разрядный дьяк                                          |
| 1607—1609 | Карташев Истома                | 1-й разрядный дьяк                                             |
| 1607—1609 | Вареев Андрей                  | 2-й разрядный дьяк                                             |
| 1609      | У Лжедмитрия II                |                                                                |
| 1609      | Сафонов Денисей Игнатьевич     | Дьяк                                                           |
| 1609—1610 | Янов Василий Осипович          | Думный разрядный дьяк                                          |
| 1609—1610 | Карташев Истома                | 1-й разрядный дьяк                                             |
| 1609—1610 | Вареев Андрей                  | 2-й разрядный дьяк                                             |
| 1610—1611 | Янов Василий Осипович          | Думный разрядный дьяк                                          |
| 1610—1611 | Юрьев Василий                  | 1-й разрядный дьяк                                             |
| 1610—1611 | Спиридонов Никифор             | Подьячий (сентябрь 1610)                                       |
| 1610—1611 | Линёв Сарин Никитин            | Дьяк Новгородского разряда                                     |
| 1610—1611 | Витовтов Евдоким Яковлевич     | Дьяк                                                           |
| 1611—1612 | Витовтов Евдоким Яковлевич     | Думный разрядный дьяк                                          |
|           | Ф. Ф Лихачёв;                  |                                                                |
| 1661—1664 | С. И. Заборовский              |                                                                |
| 1682—16?? | В. А. Змеев                    |                                                                |
|           | Д. Е. Башмаков;                |                                                                |
|           | Ф. А. Грибоедов;               |                                                                |
| с 1689    | Т. Н. Стрешнев                 | Боярин, последний руководитель Разрядного приказа              |

## Документы Разрядного приказа
- Акты Московского государства:
  - Том 1. Разрядный приказ. Московский стол. 1571—1634. — М., 1890;
  - Том 2. Разрядный приказ. Московский стол. 1635—1659. — М., 1894;
  - Том 3. Разрядный приказ. Московский стол. 1660—1664. — М., 1901.